# Paul Emordi
Paul Emordi (Nigeria, 25 de diciembre de 1965) es un atleta nigeriano retirado especializado en la prueba de salto de longitud, en la que consiguió ser subcampeón mundial en pista cubierta en 1987.

## Carrera deportiva
En el Campeonato Mundial de Atletismo en Pista Cubierta de 1987 ganó la medalla de plata en el salto de longitud, con un salto de 8.01 metros, tras el estadounidense Larry Myricks (oro con 8.23 metros que fue récord de los campeonatos) y por delante del italiano Giovanni Evangelisti (bronce con 8.01 metros).